# Как прекрасен мир
«Как прекра́сен мир» — дебютный студийный альбом советского композитора Давида Тухманова, выпущенный фирмой «Мелодия» в 1972 году. Считается первым концептуальным альбомом в СССР.

## Об альбоме
В 1972 году был выпущен первый авторский диск Давида Тухманова — «Как прекрасен мир», в котором композитор впервые попытался объединить песни в один альбом. Получилась пластинка, объединённая по принципу сюиты, иными словами, с чётко выстроенной концепцией. Принцип сюитности альбома был позаимствован из альбома The Beatles Sgt. Pepper’s Lonely Hearts Club Band, чего сам маэстро никогда и не скрывал: «По моему мнению, этот ансамбль словно открыл новое измерение песни (я говорю о некоторых новых принципах музыкального мышления).» Подбором исполнителей и песен для альбома Тухманову активно помогала заниматься супруга — Татьяна Сашко, в ряде треков выступившая и как певица.
Давид Тухманов очень вдумчиво отнесся к процессу записи и аранжировкам, сосредоточив свои усилия на реализации всего потенциала студийной аппаратуры, имевшейся тогда в наличии. Он отмечал, что в процессе работы над пластинкой (в силу различий звучания аранжировок в студии и на концертах) становился именно «студийным» композитором, а музыка «приобретала все характерные свойства „дисковой“ музыки»".
Вокал в композициях «Любимая, спи» и «Танцевальный час на Солнце» записал Леонид Бергер, но после его эмиграции Австралию на конверте альбома его имя было заменено на ВИА «Весёлые ребята» (по утверждению Александра Градского, он по просьбе Тухманова дополнительно записывал вокал ко «Дню без выстрела», а также к композициям, спетым Бергером). Текст песни «Жил-был я» (строчку «Пустоту постели») требовали изменить. Композитор с уличного телефона-автомата позвонил домой Семёну Кирсанову; поэт был возмущён. Спустя несколько недель он произнёс по телефону: «„Нежилые стены“. „Нежилые стены“ вместо „пустоту постели“» и повесил трубку. В том же году Кирсанов скончался.
Выпуск альбома фирма «Мелодия» задерживала больше года, хотя всё уже было готово для производства.
Рецензия на конверте альбома:
Имя Давида Тухманова хорошо известно любителям эстрадной музыки. Уже первые песни, прозвучавшие в эфире всего несколько лет назад, обратили на себя внимание и очень скоро приобрели завидную популярность. Тухманов обращается к чрезвычайно широкому кругу слушателей, но прежде всего к молодёжи, эмоциональный мир которой ему удается передать с неподдельной искренностью, правдиво и ярко. Начав с песен преимущественно лирического характера, композитор последовательно работает над расширением круга образов, создавая песни, где гражданское чувство перекликается с личным, юмор с лирикой, бытовое с фантастическим. «Как прекрасен мир» представляет собой своего рода музыкальную композицию, в которой автор расположил отобранные им песни в последовательности, строго отвечающей его драматургическому замыслу. Осуществляя свой замысел, композитор отходит от привычных форм эстрадной песни. Он смело вводит в композицию элементы симфонической и камерной музыки, доверяя музыкальной чуткости своего слушателя. Весьма сложный жанровый, интонационный и гармонический сплав отличается стилистическим единством и индивидуальным своеобразием. Особое внимание, как всегда, композитор уделяет мелодии: чёткая по рисунку, она точно выражает настроение каждой песни, создаёт запоминающийся образ. Важным элементом композиции является изобретательная, строго продуманная аранжировка. Композиция «Как прекрасен мир» — результат вдумчивой, серьёзной работы молодого композитора, лауреата премии Московского комсомола. Можно надеяться, она вызовет интерес среди любителей песни— Ян Френкель
Музыковед Аркадий Петров писал о композициях, исполненных Градским: «Песни очень интересные, нестандартные, необычайно щедрые мелодически (из одной „Джоконды“ при „бережном расходовании“ материала можно было выкроить целых четыре песни!). Иное „прочтение“ их трудно даже представить. Молодой артист не просто поёт, он ещё и великолепно рассказывает сюжет — качество, которое встречается далеко не у всех эстрадных исполнителей!».

## Список композиций
Вся музыка написана Давидом Тухмановым.
| №  | Название                | Текст песни  | Исполнитель             | Длительность |
| -- | ----------------------- | ------------ | ----------------------- | ------------ |
| 1. | «Любовь — дитя планеты» | Е. Евтушенко | «Весёлые ребята»        | 6:53         |
| 2. | «Только ты молчи»       | М. Ножкин    | Нина Бродская, «Улыбка» | 3:55         |
| 3. | «Любимая, спи»          | Е. Евтушенко | «Весёлые ребята»        | 3:57         |
| 4. | «Капитан»               | И. Кобзев    | Нина Бродская           | 2:57         |
| 5. | «Джоконда»              | Т. Сашко     | Александр Градский      | 5:36         |

| №  | Название                     | Текст песни  | Исполнитель               | Длительность |
| -- | ---------------------------- | ------------ | ------------------------- | ------------ |
| 1. | «День без выстрела»          | М. Дудин     | Галина Ненашева, хор      | 4:36         |
| 2. | «Как прекрасен этот мир»     | В. Харитонов | Юрий Антонов              | 4:01         |
| 3. | «Танцевальный час на солнце» | С. Кирсанов  | «Весёлые ребята»          | 2:51         |
| 4. | «Сан Саныч»                  | Э. Вериго    | Нина Бродская             | 4:17         |
| 5. | «Жил-был я»                  | С. Кирсанов  | Александр Градский        | 4:04         |
| 6. | «Эпилог»                     |              | «Звучат струны», «Улыбка» | 2:50         |

## Участники записи
- Нина Бродская, Галина Ненашева, Александр Градский, Юрий Антонов.
- Ансамбль «Весёлые ребята».
- Вокальный квартет «Улыбка».
- Ансамбль «Звучат струны».
- Ритм-группа: А. Бухгольц[5] (гитара), А. Гареткин (ударные), А. Сатановский (бас-гитара), Б. Фрумкин (фортепиано).
- Концертный эстрадный ансамбль Всесоюзного радио, дирижёр В. Людвиковский.
- Эстрадно-симфонический оркестр, дирижёр К. Кримец.
- Струнный ансамбль БСО.
- Группа Большого хора Всесоюзного радио.
- Звукорежиссёры: Аркадий Мелитонян, Виктор Бабушкин, Николай Данилин.